# Kiáltó Szó (folyóirat)
Kiáltó Szó Társadalmi és világnézeti folyóirat Kolozsvárt. Az Út mellékleteként, Maksay Albert szerkesztésében 1927-ben indult; címe 1934-ig Kálvinista Világ. Megszűnt 1944-ben.

## Története

### 1927–1934-ig
1927-ben havonta egyszer, 1928-tól 1944 szeptemberéig havonta kétszer jelent meg Nagy Géza és Tavaszy Sándor, 1934-től csak Tavaszy szerkesztésében. 1934-ben a felekezeti jelleggel szemben az egyetemesség hangsúlyozására választották a Kiáltó Szó címet. Ettől kezdve 1942-ig a szerkesztő mellett főmunkatárs Bíró Sándor és László Dezső.
A lap bölcseleti, szociológiai és történelmi tanulmányok mellett elmélkedéseket, irodalom- és művészetkritikát, valamint hírrovatot is tartalmazott. Első két évfolyamából kiemelkedő a Károlyi Gáspár- (1929/ 14-18), Bethlen Gábor- (1929/21-22) és Gusztáv Adolf- (1932/21-22) emlékszám, valamint egy Karl Marx tanait bíráló szám (1933/3).
Állandó munkatársak: Biró Mózes, Csűry Bálint, Gönczy Lajos, Horváth Jenő, Imre Lajos, Járosi Andor, Kristóf György, Makkai Sándor, Márk Mihály, Musnai László, Ravasz László, Vásárhelyi János. Történelmi közleményekkel szerepelt Dávid György, Herepei János, Illyés Géza.

### 1934–1944-ig
Az 1934-ben átszervezett folyóirat súlypontos számokban foglalkozott a város és falu viszonyával (1934/2), az erdélyi sajtó felelősségével (1934/3), a nemzedéki kérdéssel (1934/6), az iskolával (1934/8-9), az erdélyi értelmiséggel (1934/12), a családi élettel (1935/1), az egyházak helyzetével (1935/6) s az egyetemi élettel (1935/7).
A munkatársak közé tartozott ebben a szakaszban Ady László, Buza László, Dávid Gyula, Debreczeni László, Farkas Jenő, Juhász István, Kemény János, László Ferenc, Makkai László, Pálffy Károly, Morvay Pál, Szőcs Endre, Tóth Zoltán. Vita Zsigmond a magyar iparos fiatalok szakoktatásáról, Jancsó Elemér a Szekfű Gyula és Mályusz Elemér közt kerekedett vitáról írt; 1937-ben hozzászólt a lap a Makkai Sándor kiváltotta nem lehet-vitához; László Dezső ismertette a magyarországi szociográfiai irodalmat (A magyar nép új felfedezése. 1937/6); Pálffy Károly pedig a Dimitrie Gusti-féle román falukutató mozgalmat. Bíró Sándor "Emlékezzünk a régiekről" címmel vezetett rovatot.
Az 1940-es években a Kiáltó Szó cikket közölt a regösmozgalomról (1942/8), a magyar történelemtudomány feladatairól (1943/5), foglalkozott a dél-erdélyi magyarság helyzetével s a székelység sorskérdéseivel; 1942-ben megünnepelte Bethlen Miklós születésének 300. évfordulóját.
A Kiáltó Szó folyóirat 1934-ben A Kiáltó Szó Könyvei címmel kiadványsorozatot indított, ebben 1938-ig kilenc füzet jelent meg. Közülük három Karl Barth műve M. Nagy Ottó és Pilder Mária fordításában. E sorozatban jelent meg Jancsó Béla Egészségügyi tanácsadó c. füzete, valamint a nagysajói református egyházmegye szórványkataszterét is tartalmazó Szórványainkról c. kötet, többek között Horváth Jenő és Sass Kálmán tanulmányaival (1935).

### 1990–1995-ig
A Kiáltó Szó : marosvásárhelyi keresztény fiatalok lapja címen indították újra 1990. január 16-án. Az Ifjúsági Keresztény Egyesület (IKE) alapította és adta közre a lapot, mely 1995-ben szűnt meg anyagi okok miatt.